# مؤشر غرين لسن اليأس
مؤشر غرين لسن اليأس (بالإنجليزية: Greene Menopause Index)‏ أو مؤشر غرين للإياسية (بالإنجليزية: Greene Climateric Scale)‏، هو استبيان يستخدمُه الباحثون لدراسة أعراض سن اليأس، وهي قائمة قياسية تضم 21 سؤالًا تَستخدمها النساء لتقييم مدى تأثرهن بأعراض سن اليأس مثل هبة الحرارة، وفرط التعرق الليلي، وتسرع القلب، والأرق.